# Franz Faltis
Franz Faltis (* 22. Juni 1885 in Frankenmarkt, Oberösterreich; † 10. Februar 1963 in Wien) war ein österreichischer Professor der Pharmazeutischen Chemie. Sein botanisches Kürzel lautet Faltis.
Faltis studierte Chemie an der Universität Wien (Dr. phil. 1907) und wurde Assistent am Ersten Chemischen Universitäts-Laboratorium. Er habilitierte sich 1914 in Wien, wurde 1919 außerordentlicher Professor in Graz und 1923 in Wien sowie Vorstand des ebendort neu gegründeten Instituts für Pharmazeutische Chemie. Im Jahr 1941 erhielt er eine ordentliche Professur und wurde im Jahr 1945 korrespondierendes der Österreichischen Akademie der Wissenschaften. Seine Forschungsschwerpunkte waren Alkaloide und natürliche Farbstoffe. Nach einem Schlaganfall 1954 – andere Quellen sprechen von einer "Vorlesungsphobie" – wurde er in den Ruhestand versetzt und erhielt im folgenden Jahr das Große Silberne Ehrenzeichen für Verdienste um die Republik Österreich.